# شينجي وادا
شينجي وادا (باليابانية: 和田慎二؛ بالكانا: わだ しんじ) هو مانغاكا ياباني، ولد في 19 أبريل 1950 في كورشي في اليابان، وتوفي في 5 يوليو 2011.

## وصلات خارجية
- شينجي وادا على موقع IMDb (الإنجليزية)
- شينجي وادا على موقع قاعدة بيانات الفيلم (الإنجليزية)
- شينجي وادا على موقع ANN person (الإنجليزية)